# Kanton Fleury-les-Aubrais
Fleury-les-Aubrais is een kanton van het Franse departement Loiret. Het kanton maakt deel uit van het arrondissement Orléans.

## Gemeenten
Het kanton Fleury-les-Aubrais omvatte tot 2014 de volgende 2 gemeenten:
- Chanteau
- Fleury-les-Aubrais (hoofdplaats)

Bij de herindeling van de kantons door het decreet van 25 februari 2014 met uitwerking op 22 maart 2015 werd het kanton uitgebreid met volgende 5 gemeenten :
- Loury
- Marigny-les-Usages
- Rebréchien
- Traînou
- Vennecy